# Terreur sur le Kansas
Terreur sur le Kansas est le cinquième album de la série de bande dessinée La Jeunesse de Blueberry de Jean-Michel Charlier (scénario), Colin Wilson (dessin) et Janet Gale (couleurs). Publié en 1987, c'est le dernier du cycle de Quantrill (deux tomes).

## Résumé
Quantrill, « [emmuré] vivant » sur ordre du sénateur Jim Lane dans une mine avec ses hommes, parvient à s'en échapper. Sitôt sortie, sa bande attaque à nouveau au Kansas. Lane parvient à obtenir carte blanche du général Thomas Ewing pour mettre fin aux agissements de Quantrill et sa bande. Le colonel Totten, inquiet des menées de Lane, ordonne à Blueberry de le suivre et de lui faire rapport. Il est affecté à la brigade de Lane et apprend que Lane veut faire emprisonner « épouses, sœurs et parents des lieutenants de Quantrill ». 
Lane, souhaitant faire un exemple, ordonne le procès de Nugget, maîtresse de Quantrill capturée par hasard. Blueberry se nomme d'office défenseur de Nugget, mais échoue face à l'influence de Lane.
Quantrill monte alors une opération de sauvetage qui tourne mal : les femmes emprisonnées dans un cachot souterrain sont tuées lorsque des charges explosives, posées par ses hommes, font écrouler le mur à proximité du cachot. Quantrill accuse Blueberry du meurtre des femmes, mais Nugget, seule survivante parmi les prisonnières, parvient à le sauver de la pendaison, affirmant qu'il est innocent.
Devant tant de morts inutiles, la population du Kansas s'élève contre les agissements de Lane. Il se réfugie alors dans son domaine. Quantrill en profite pour monter une opération qui vise le meurtre de plusieurs hommes qui habitent le village de Lane, à deux jours de cheval de leur base. Déguisés en soldats nordistes, ils atteignent le village, mais Blueberry prévient Lane à temps. 
Furieux que Lane lui ait échappé, Quantrill ordonne que tous les hommes du village soient abattus. Nugget ne peut accepter un tel carnage et s'enfuit. Ayant fait prisonnier Blueberry, Quantrill l'amène avec lui. Arrivé à la frontière du Kansas et du Missouri, il le fait attacher à un arbre, l'arrose d'alcool et y met le feu. Blueberry est sauvé in extremis par Nugget, mais celle-ci reçoit une balle qui la tue.

## Personnages principaux
- Blueberry : lieutenant de cavalerie fait prisonnier par Lane, puis par Quantrill.
- William C. Quantrill : sudiste à la tête d'une bande de pillards et de tueurs qui dévastent le Kansas.
- Jim Lane : un « fou sanglant »[3] qui a juré de mettre fin aux agissements de Quantrill. Sénateur américain, il « jouit de l'appui de Lincoln »[3].
- Nugget : sudiste et maîtresse de Quantrill[5].